# تريفور موريس
تريفور موريس (بالإنجليزية: Trevor Morris)‏ (6 سبتمبر 1920 في المملكة المتحدة - 3 فبراير 2003 بنوتنغهام في المملكة المتحدة) هو مدرب كرة قدم ولاعب كرة قدم ويلزي في مركز نصف الجناح. لعب مع إيبسويتش تاون وكارديف سيتي.

## وصلات خارجية
- تريفور موريس على موقع قاعدة بيانات كرة القدم.إي يو (الإنجليزية)
- تريفور موريس على موقع Soccerbase.com (مدرب) (الإنجليزية)